# 希斯洛機場第4航廈站
希思羅機場第4航廈站（英語：Heathrow Terminal 4 Station）是英國倫敦希思羅機場的地鐵站，此於1986年4月12日投入服務。此站位於倫敦第6收費區，是皮卡迪利線的其中一個車站。
该站是伦敦地铁系统唯一的单向车站，也是仅有的4个单站台车站之一。開往第4航廈站的列車由赫頓十字站单向經過此站，再行經環狀軌道前往第2、3航廈站，回到赫頓十字站后返回市区。以第5航廈站為終點站之列車无法停靠此站。

## 歷史
車站在1986年4月12日投入服務，來服務剛落成啟用的希思罗机场4号航站楼，是一個順時針方向環狀單向行車車站，只設有一個月台，列車從赫頓十字站開進，然後開往第2、3航廈站。車站毗連希思罗机场站，該站提供伊利沙伯線服務。
2005年，車站和環狀線暫時關閉，以便新建希思羅機場5號航站樓站。所有在赫頓十字站開出的列車均以第2、3航廈站為終點站，前往第4航站的乘客則可在赫頓十字站乘坐免費穿梭巴士。車站和環狀線在2006年9月17日重新啟用，此外新的保安和乘客廣播科技亦加裝在車站內。

## 服務
希思羅機場第4航廈站是一個順時針方向環狀單向行車車站，列車從赫頓十字站到達後，然後開往希斯洛機場第2、3航廈站形式一個循環線。
2008年希思羅機場第5航廈站啟用後，皮卡迪利線往機場方向有在第2、3航廈站有一個分支，其中一支線是開往4號航站樓站再返回第2、3航廈站，而另一支線則以5號航站樓站為終點。
地鐵與希思羅機場快線不同的是，在2012年前，乘客搭地鐵在各航站樓之間轉乘並不是免費，直到2012年1月免費轉換航站服務才給予使用蠔卡的乘客。如果乘客從第2、3航廈站或第5航廈站轉到第4航廈站，則需要才赫頓十字站換車，雖然該站不是在免費轉乘區內，但只要不出閘則不需要收費。
2020年5月9日，由於影響使4號航站樓關閉，因此4號航站樓站亦因此暫時關閉，至2022年6月14日才重新啟用。

## 接駁交通
倫敦巴士482和490線均到達靠近地鐵站的巴士站。

## 圖片

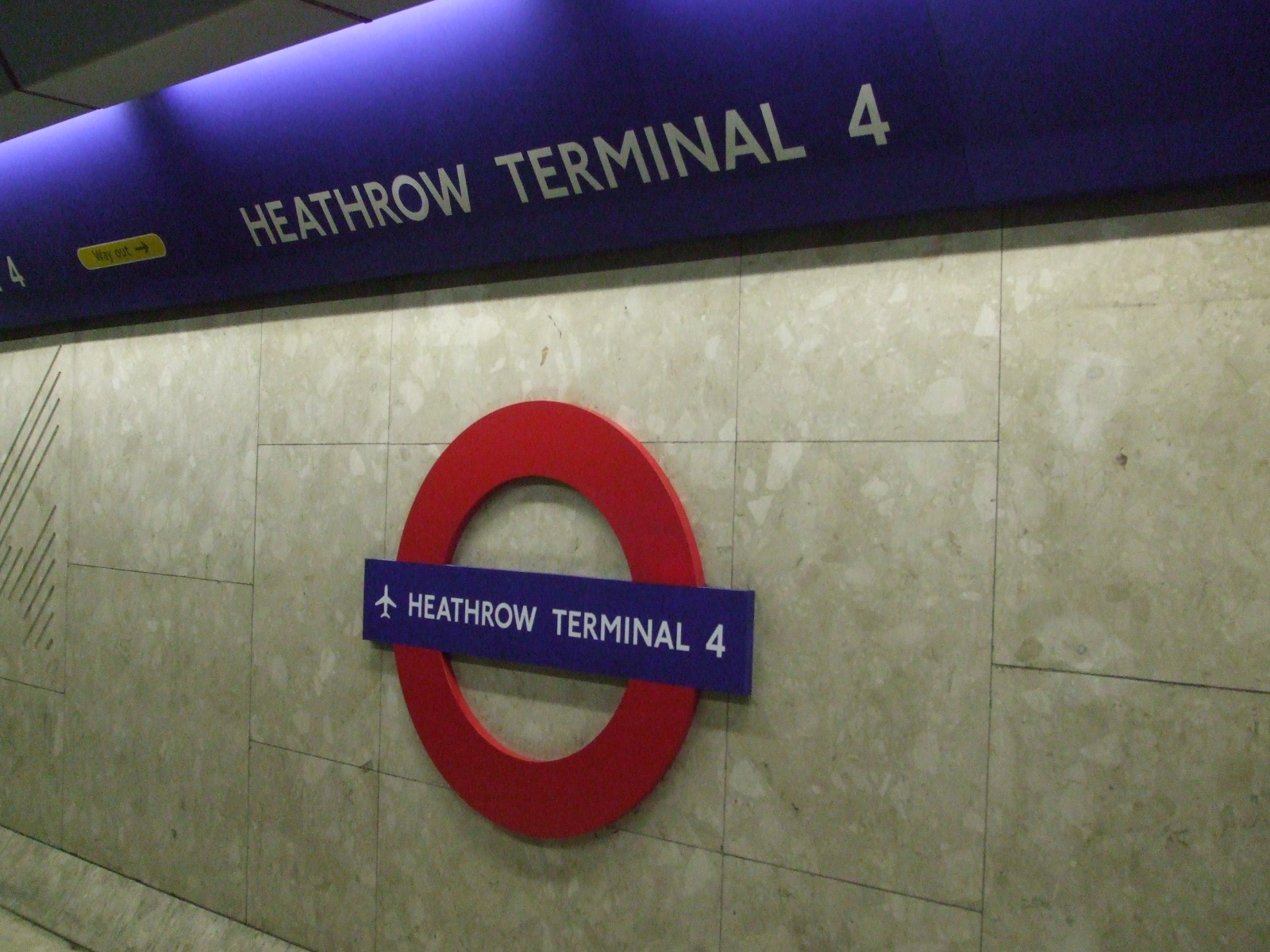
地鐵車站月台上的圓環
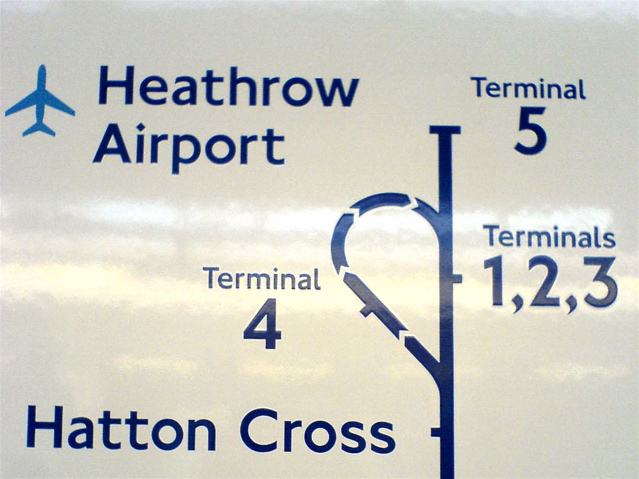
⽪卡迪利線機場段的行車路線及⾞站圖
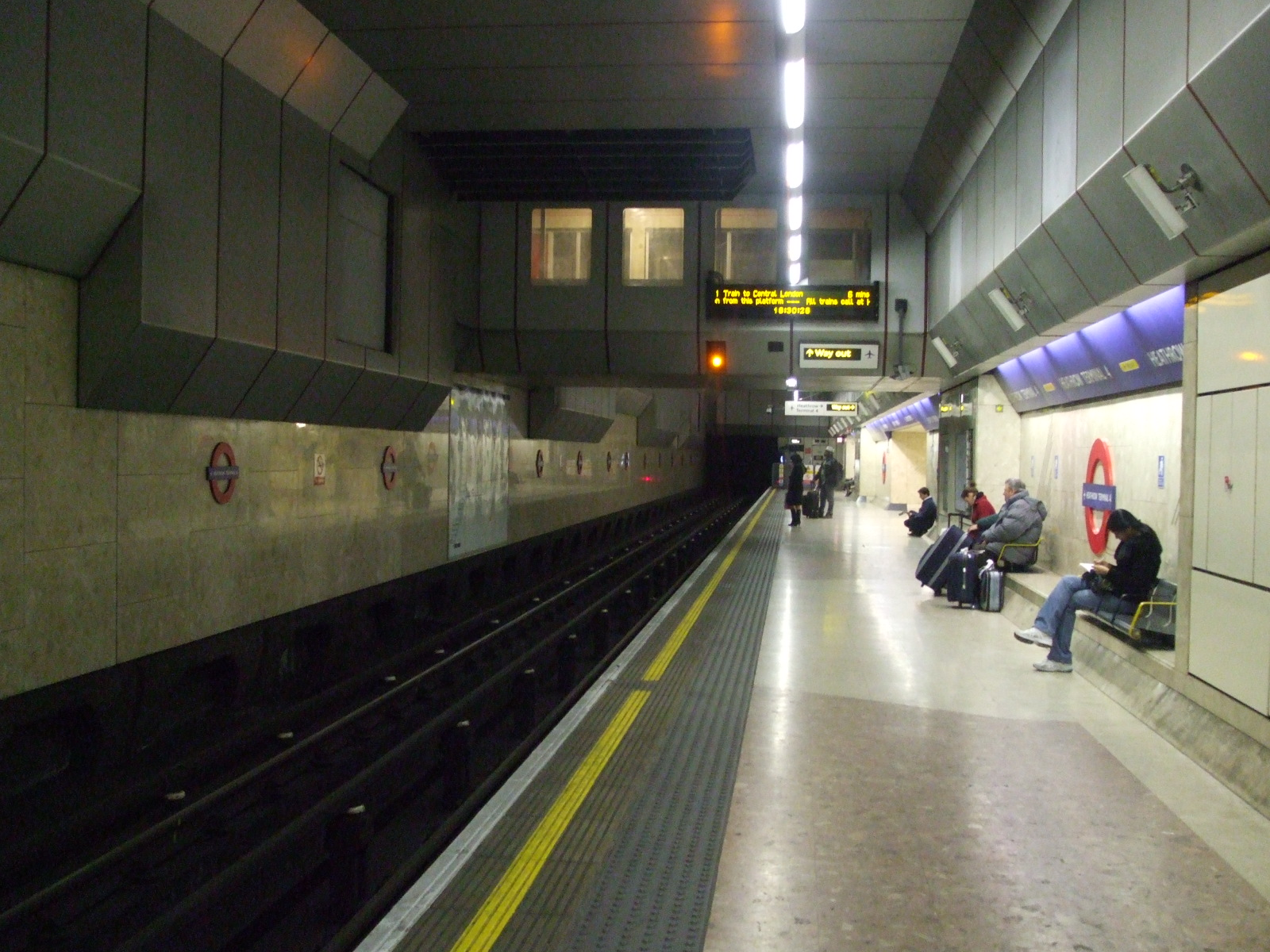
車站月台